# National Gallery w Londynie
National Gallery – galeria sztuki w Londynie, w północnej części Trafalgar Square. Jest to galeria państwowa, prezentująca kolekcję 2300 dzieł malarstwa, głównie zachodnioeuropejskiego, z lat 1250–1900, w tym zbiór obrazów sławnych francuskich impresjonistów i Vincenta van Gogha. Z zasady udostępniona jest bezpłatnie, w przypadku okazjonalnych wystaw pobiera się opłatę za wstęp.

## Historia
W kwietniu 1824 Izba Gmin zgodziła się zapłacić 57 000 funtów za kolekcję 38 obrazów bankiera Johna Juliusa Angersteina. Dzieła te stanowiły podstawę nowej, narodowej kolekcji służącej edukacji szerokich rzesz odbiorców. Dopóki budynek galerii nie został zbudowany, obrazy mieściły się w domu Angersteina przy Pall Mall.
Kolekcja Angersteina składała się z dzieł artystów włoskich, w tym wielkiego ołtarza Sebastiano del Piombo Wskrzeszenie Łazarza, oraz mistrzów holenderskich, flamandzkich i angielskich. W 1823 malarz krajobrazów i słynny kolekcjoner sztuki sir George Beaumont (1753–1827) obiecał swoją kolekcję narodowi pod warunkiem, że zostaną zapewnione właściwe warunki dla ich ekspozycji i konserwacji. Przekazanie obrazów miało miejsce w 1826. Zostały one połączone z kolekcją z Pall Mall, a następnie przeniesione na Trafalgar Square w 1838.
Publiczna krytyka nieodpowiedniego umiejscowienia rozrastającej się narodowej kolekcji spowodowała, iż podjęto decyzję o wybudowaniu odpowiedniego budynku. Miejsce przy Trafalgar Square zostało wybrane jako dogodne zarówno dla bogatych osób, podróżujących powozami z zachodniej części miasta do wschodniej, jak i dla biedniejszych, przychodzących pieszo ze wschodniej części Londynu, ponieważ Galeria Narodowa została założona dla wszystkich warstw społecznych. Wolny wstęp, łatwa dostępność miejsca, wydłużone godziny otwarcia miały zapewniać, że z tej kolekcji będzie korzystać całe społeczeństwo i nie stanie się ona ekskluzywną wystawą, przeznaczoną tylko dla uprzywilejowanych widzów. Galeria kontynuowała ten społeczny i nowatorski program.
W pierwszych 20 latach istnienia administracja galerii nie była zorganizowana. Personel był nieliczny. Publiczna krytyka zarządzania galerią doprowadziła do rządowego dochodzenia i wynikłych z tego reform. Zostało ustanowione nowe stanowisko dyrektorskie z prawem kształtowania kolekcji i zarządzania galerią. Od początku Galeria Narodowa była zaangażowana w edukację. Studenci byli zawsze chętnie przyjmowani w celu poznawania kolekcji oraz wykonywania kopii obrazów. Galeria kontynuuje edukacyjny program: przyjmuje uczniów, studentów oraz szeroką publiczność. Program zawiera darmowe wykłady, zwiedzanie z przewodnikiem oraz seminaria.
23 sierpnia 1939 Galeria Narodowa została zamknięta. Wewnątrz budynku zaczęła się ewakuacja kolekcji. Tajne miejsce przeznaczone do przechowania dzieł znajdowało się w Walii, ale 100 mniejszych obrazów zostało przewiezionych do Gloucestershire. Kolekcja została umiejscowiona w wielu prywatnych domach i budynkach publicznych. Ostatnie dzieło opuściło budynek galerii 2 września, dzień po wybuchu wojny.
Po upadku Francji w maju 1940 roku bombardowania groziły nawet Walii, więc zaczęto rozpraszać kolekcję w celu zapewnienia większego bezpieczeństwa obrazom. Przewidywano ich transport do Kanady, ale Winston Churchill kategorycznie odmówił tego przedsięwzięcia mówiąc: Ukryjcie je w jaskiniach lub grotach, ale żaden obraz nie opuści tej wyspy!. W czasie wojny budynek galerii został zbombardowany. Dwie bomby nie uczyniły jednak wielkich szkód. W 1940 roku ryzyko bombardowań tak wzrosło, że uznano, iż obrazy z Narodowej Galerii nie są już w ogóle bezpieczne w prywatnych domach i publicznych budynkach, gdzie uprzednio zostały one umiejscowione. Ian Rawlins, naukowy doradca galerii, został poproszony o znalezienie alternatywnego miejsca i 17 września odkrył Manod Quarry, starą kopalnię w górach powyżej małej miejscowości Ffestiniog. Dwa tysiące stóp (czyli około 700 metrów) solidnej skały przykrywało Manod, wejście do tej groty prowadziło przez długi tunel, była tam elektryczność, woda oraz dobry dojazd – odpowiednie miejsce na usytuowanie obrazów. Przygotowania do przeprowadzki dzieł sztuki trwały prawie rok, a sama przeprowadzka trwała około miesiąc.
Galeria Narodowa, usytuowana pomiędzy północną częścią Trafalgar Square i Orange Street, sukcesywnie się rozwijała. Budynek galerii, projektu architekta Williama Wilkinsa, ukończony w 1838 roku, był czterokrotnie powiększany w efekcie pracy wielu pokoleń architektów, a kolekcje w nim prezentowane nabierały znaczenia wraz ze wzrostem liczby eksponatów.
Artyści, których dzieła są tam wystawione, to między innymi: Leonardo da Vinci, Rembrandt van Rijn, Vincent van Gogh, Tycjan, Sandro Botticelli, Jan van Eyck, Claude Monet, Diego Velasquez, Pierre-Auguste Renoir i wielu innych. 
W maju 2021 roku po raz pierwszy pojawiło się dzieło artysty pochodzącego z Polski – Jana Matejki, a konkretnie obraz „Astronom Kopernik, czyli rozmowa z Bogiem.”

### Dzieła w National Gallery
- Piero di Cosimo – Satyr opłakujący nimfę (około 1495)
- Giovanni Bellini – portret doży Lenorado Loredana (1501–1504)
- Rafael Santi – św. Katarzyna (obraz Rafaela Santi) (1507–1508)
- Hans Holbein (młodszy) – Ambasadorowie (1533)
- Agnolo Bronzino – Alegoria Czasu i Miłości (ok. 1540–1550)
- Pietro Longhi – Pokaz nosorożca w Wenecji (prawdop. 1571)
- El Greco – Chrystus wypędzający przekupniów ze świątyni (ok. 1600)
- Diego Velazquez – Chrystus w domu Marii i Marty (prawdopodobnie 1618), Wenus z lustrem
- Rembrandt van Rijn – Kąpiąca się kobieta (1654)
- Adriaen van Ostade – Alchemik w pracowni (1661)
- Jan Vermeer van Delft – Kobieta stojąca przy wirginale (około 1670)
- Meindert Hobbema – Aleja w Middelharnis (1689)
- Vincent van Gogh – Krzesło Vincenta z jego fajką (1888)
- Paul Cézanne – Wielkie kąpiące się (lata 1901–1906)
- Vincent van Gogh – Słoneczniki
- Leonardo da Vinci – Madonna w grocie (ok 1495-1508)
- Caravaggio – Wieczerza w Emmaus (1601)